# Colchicum decaisnei
Colchicum decaisnei är en tidlöseväxtart som beskrevs av Pierre Edmond Boissier. Colchicum decaisnei ingår i släktet tidlösor, och familjen tidlöseväxter. Inga underarter finns listade i Catalogue of Life.